# Mount Adam Joachim
Der Mount Adam Joachim ist ein Berg in den Kanadischen Rocky Mountains in der Provinz Alberta. Er liegt im Jasper-Nationalpark und wurde 1968 von J. Monroe Thorington nach Adam Joachim benannt. Dieser war teilweise von Cree-Herkunft Begleiter von Alfred J. Ostheimer auf seiner Expedition ins Columbia-Eisfeld im Jahre 1927.